# Axiom Space
Axiom Space, Inc., conosciuta anche come Axiom, è un'azienda aerospaziale statunitense fondata nel 2016 da Michael Suffredini e Kam Ghaffarian con sede a Houston in Texas. La società ha effettuato il primo volo spaziale nel 2022: Axiom Mission 1, il primo volo spaziale privato con equipaggio commerciale verso la Stazione spaziale internazionale (ISS). La società mira a possedere e gestire la prima stazione spaziale commerciale al mondo nel 2025. La squadra dirigenziale è composta in larga misura da ex impiegati della NASA tra cui l'ex amministratore Charles Bolden, gli astronauti Michael Lopez-Alegria assunto come Capo astronauta, Brent Jett, Rex Walheim come Responsabile della sicurezza e Peggy Whitson come astronauta e direttore del volo spaziale umano. L'azienda pianifica inoltre di svolgere missioni spaziali con equipaggio per astronauti finanziati dal governo e commerciali impegnati nella ricerca scientifica nello spazio, produzione nello spazio e esplorazione spaziale.

## Storia

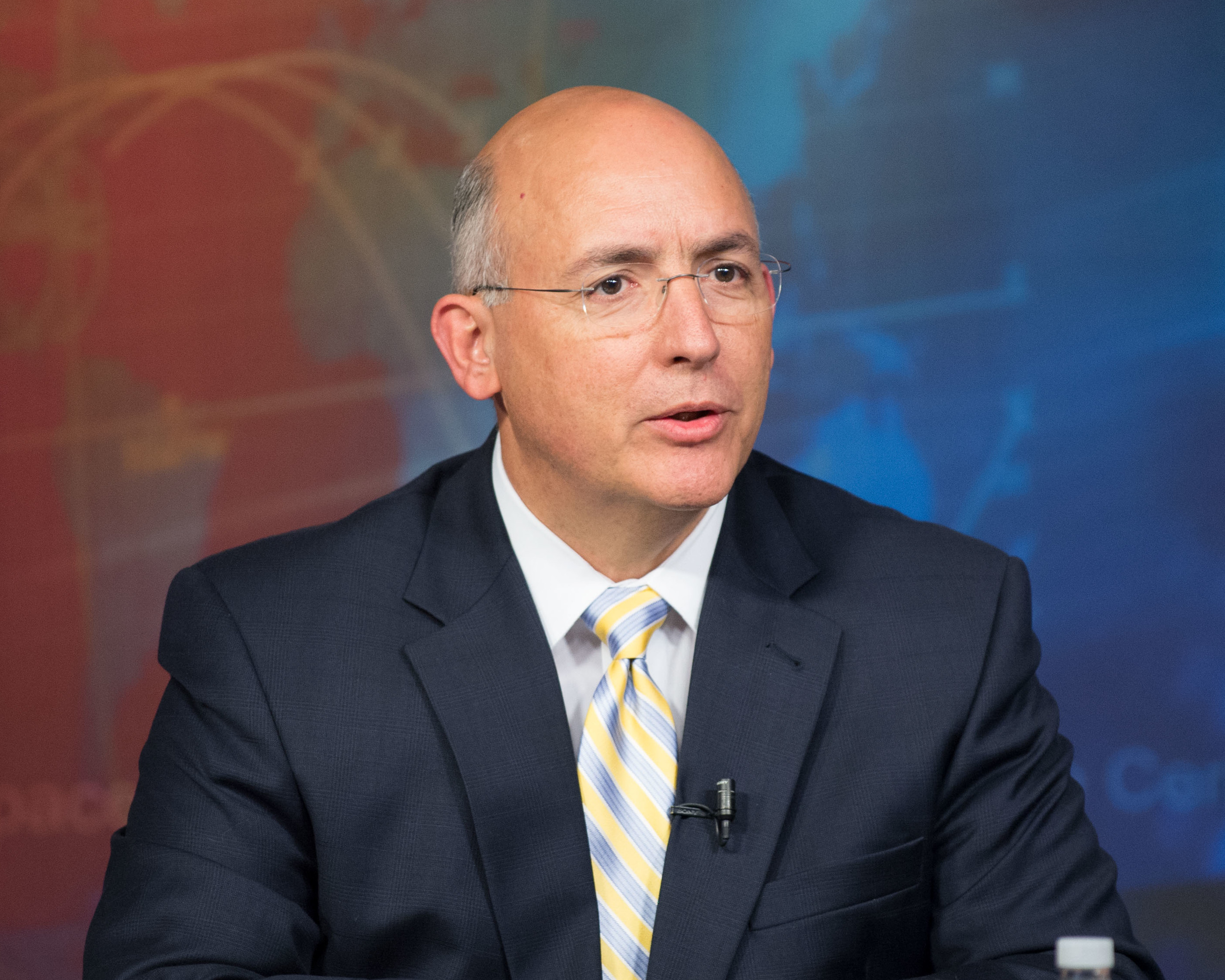
Michael Suffredini nel 2012

Il CEO di Axiom Space Michael Suffredini è stato in precedenza il program manager NASA per la Stazione spaziale internazionale (ISS) dal 2005 al 2015. Dopo essersi ritirati dalla NASA, Suffredini e Kam Ghaffarian hanno fondato Axiom Space per lavorare nel settore emergente del volo spaziale commerciale. Ghaffarian è un ingegnere e imprenditore che ha venduto la sua azienda, la Stinger Ghaffarian Technologies, Inc., a un grande appaltatore della NASA, il KBR, nel 2018. La società è stata selezionata dalla NASA per fornire il primo modulo commerciale sulla ISS. Axiom Space ha annunciato nel marzo 2020 un contratto con SpaceX per far volare astronauti commerciali sulla ISS tramite il lanciatore Falcon 9 e il veicolo spaziale Crew Dragon previsto per marzo 2022; il lancio è avvenuto l'8 aprile 2022 e l'equipaggio è tornato sulla Terra il 25 aprile. A febbraio 2021 la società aveva 110 dipendenti, con uffici situati a Houston e Los Angeles.

## Moduli per la Stazione spaziale internazionale

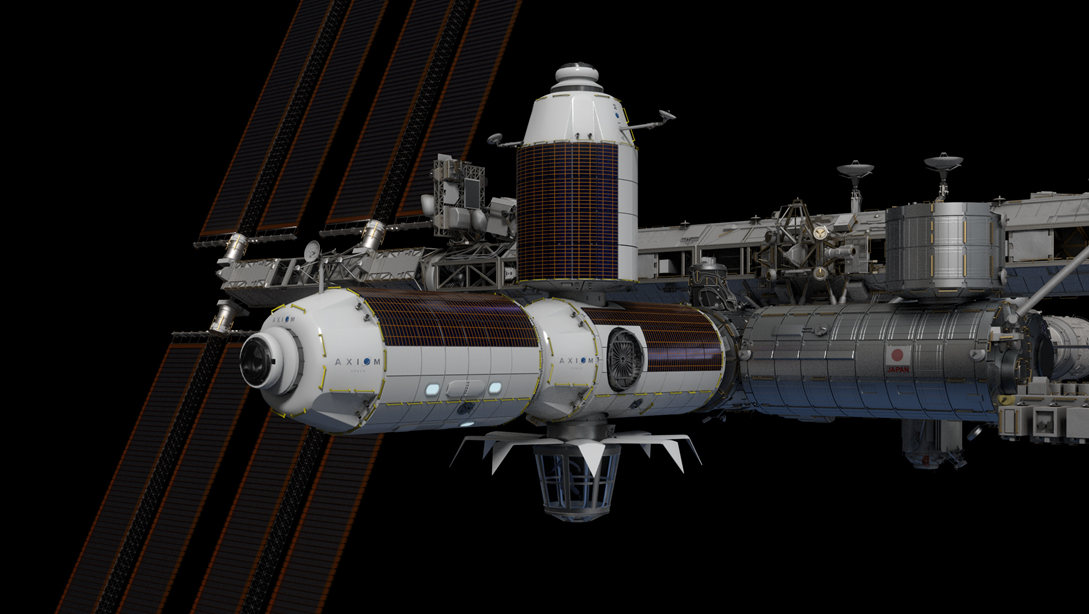
Rendering artistico dei moduli Axiom collegati alla ISS

Nel 2020 nell'ambito della più ampia iniziativa cislunare Next Space Technologies for Exploration Partnerships (NextSTEP), la NASA ha assegnato ad Axiom un contratto da 140 milioni di dollari per fornire almeno un modulo da agganciare alla Stazione spaziale internazionale. Axiom Space è stata l'unica azienda selezionata dal processo di sollecitazione previsto per il 2019. La Bigelow Aerospace non ha presentato alcuna proposta e ha successivamente cessato le operazioni.
I moduli costruiti da Axiom Space sono progettati per collegarsi al boccaporto anteriore del modulo Harmony con l'intento di dimostrare la capacità di fornire commercialmente servizi nell'orbita terrestre bassa. Il Axiom Segment sulla ISS è previsto che comprenderà un modulo nodo che funge da connettore, un modulo di ricerca e produzione, un habitat per l'equipaggio e un modulo "con grandi finestre" per l'osservazione terrestre.

## Axiom Station

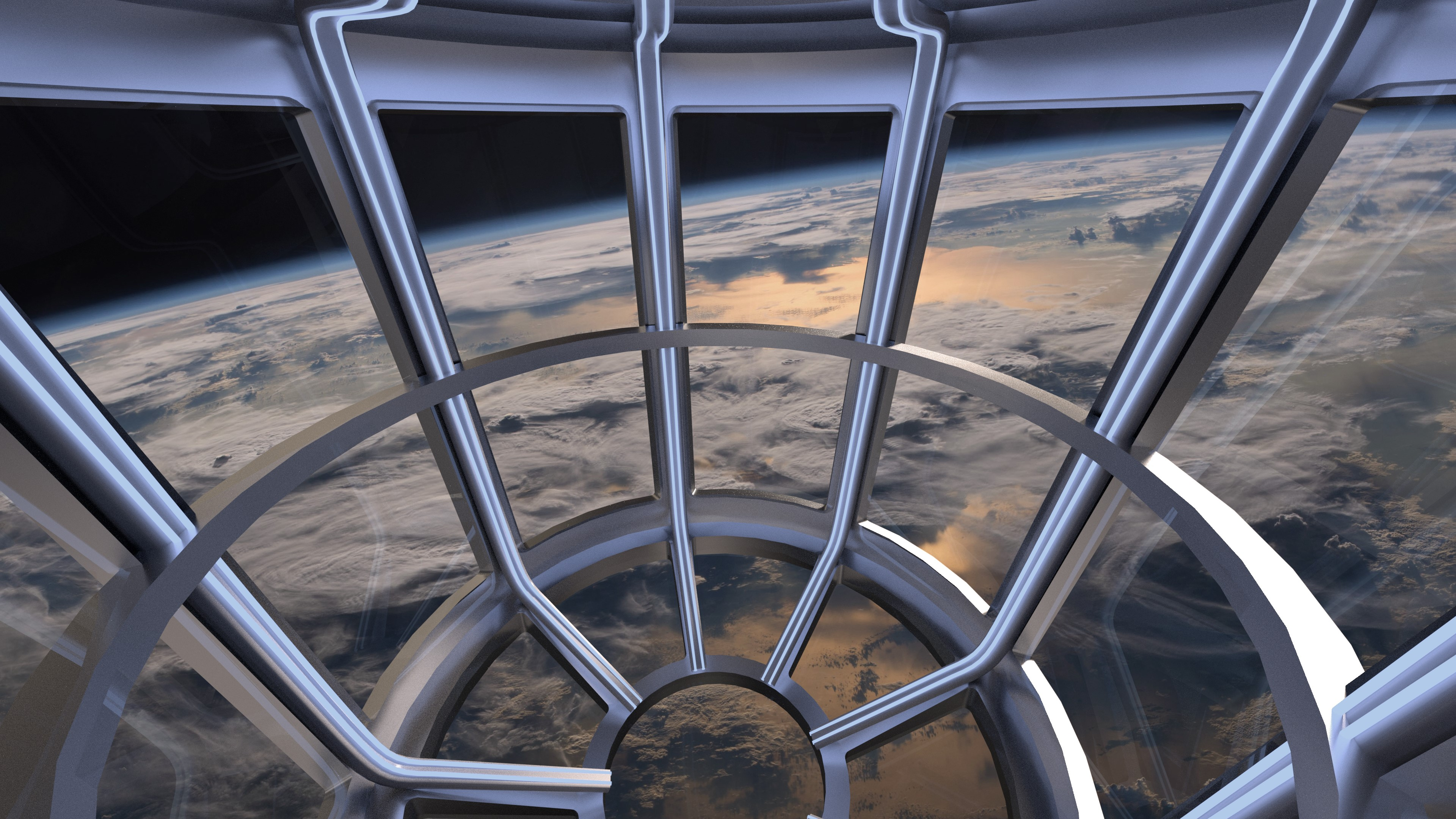
Interno del Future Axiom Earth Observatory (Illustrazione artistica del modello disegnato da Philippe Starck)

Axiom Space intende lanciare i suoi moduli singolarmente e assemblarli in orbita, prima di agganciarli alla Stazione spaziale internazionale. Prima del ritiro della ISS (e del suo rientro atmosferico), previsto al 2023 per il 2030, la società prevede di staccare i suoi moduli dalla ISS e utilizzarli in orbita sotto la designazione di Axiom Station. I rendering di Axiom Space del 2020 illustravano come i moduli avrebbero dovuto essere agganciati e riposizionati sulla ISS dal braccio robotico canadese Canadarm2. Il Canadarm2 potrebbe anche continuare le sue operazioni sulla Axiom Station dopo il ritiro della ISS alla fine del decennio 2020.
La società ha fissato per fine del 2025 il lancio del suo primo modulo sulla ISS e alla fine del decennio 2020 il completamento del Segmento. Axiom Space prevede di fornire l'addestramento astronautico per gli astronauti commerciali di governi e dei partner commerciali. Sulla Stazione spaziale internazionale potrebbero agganciarsi fino a tre moduli Axiom Space. Il primo modulo dovrebbe agganciarsi al boccaporto anteriore di Harmony, che richiederebbe lo spostamento del PMA-2. Axiom Space prevede di collegare fino a due moduli aggiuntivi al modulo nodo e inviare astronauti privati a visitare la Axiom Station.
L'interno della Axiom Station è stato progettato dall'architetto francese Philippe Starck nel 2018. I render dell'habitat mostrano una camera con pareti ricoperte da un'imbottitura costellate da centinaia di LED che cambiano colore.

## Volo spaziale umano
Axiom Space prevede di fornire dei voli spaziali umani a persone, aziende e agenzie spaziali. Le missioni verso la Stazione spaziale internazionale proposte da Axiom Space sono composte da una missione di 10 giorni preceduta da 15 settimane di addestramento. Oltre all'addestramento, Axiom Space afferma che il pacchetto includerà la pianificazione della missione, lo sviluppo dell'hardware, il supporto vitale, il supporto medico, le provviste per l'equipaggio, le certificazioni hardware e di sicurezza, le operazioni in orbita e la gestione operativa della missione. Le missioni potrebbero estendersi per periodi di tempo più lunghi a seconda dell’obiettivo della missione spaziale. Nel giugno 2020, l'amministratore della NASA Jim Bridenstine ha dichiarato che la NASA era stata coinvolta nelle riprese di un futuro film di Tom Cruise sulla ISS dove SpaceX si sarebbe occupata del trasporto dell'equipaggio.

## Astronauti
- Peggy Whitson[27]
- Michael López-Alegría[28]

## Missioni
All'inizio di giugno 2021, Axiom Space ha annunciato un accordo con SpaceX che ha aggiunto tre ulteriori voli con equipaggio alla ISS, per un totale di quattro.

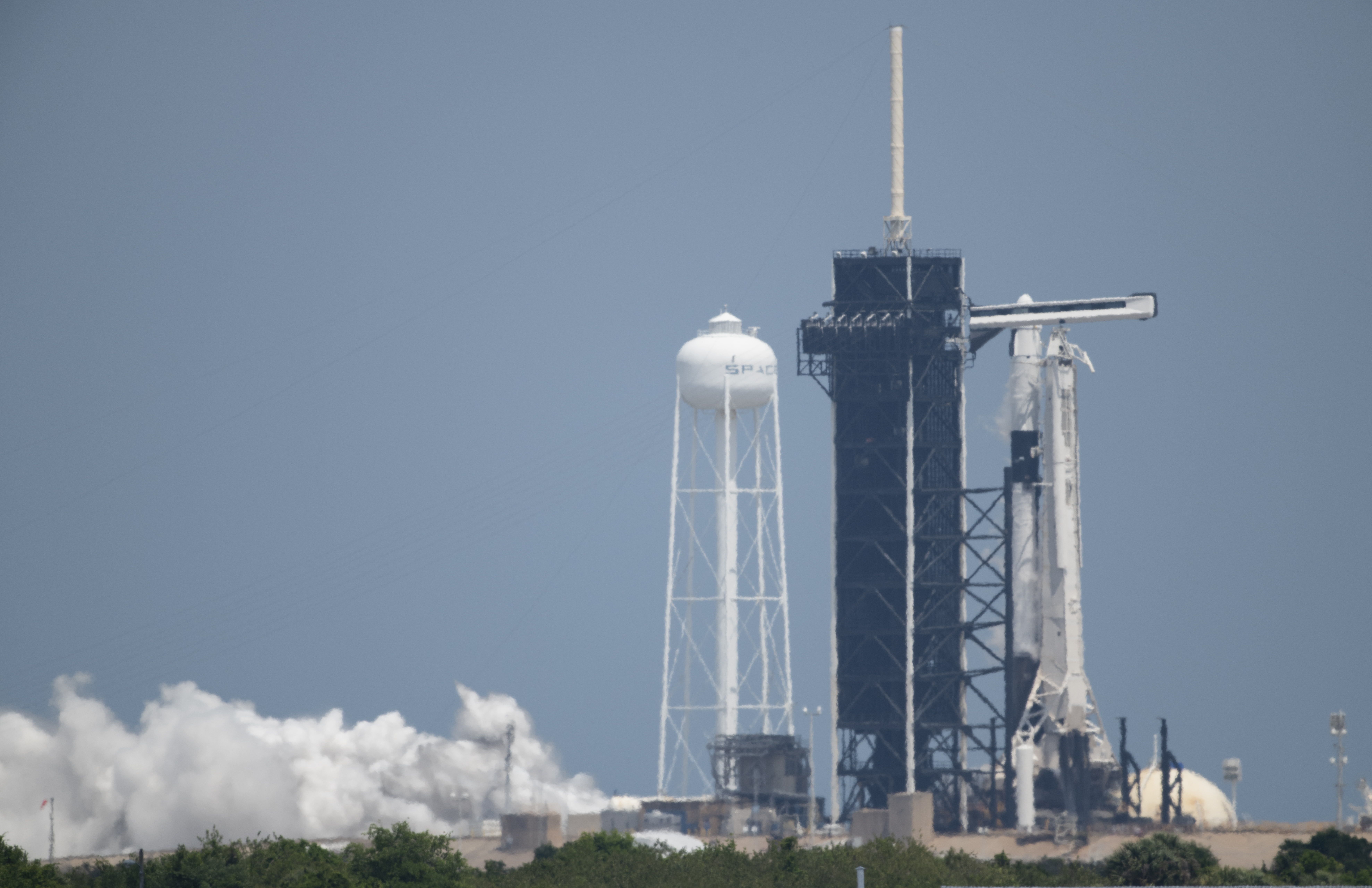
Axiom Mission 1 al LC-39A in fase di preparazione pre-lancio

### Axiom Mission 1
Ax-1 è stata la prima missione della Axiom Space. I quattro membri dell'equipaggio sono stati lanciati sulla ISS a bordo di un lanciatore Falcon 9 e del veicolo Crew Dragon Endeavour l8 aprile 2022. A causa di problemi meteorologici la durata della missioni sulla ISS inizialmente prevista di 10 giorni venne estesa di 7 ulteriori giorni. L'ammaraggio avvenne il 25 aprile 2022 nell'Oceano Atlantico, vicino alla costa della Florida.

### Axiom Mission 2
Ax-2 è una missione privata pianificata con equipaggio sulla ISS. Il lancio del volo è stato effettuato il 21 maggio 2023 durante il quale sono state trasportate quattro persone sulla ISS.
Il 25 maggio 2021, Axiom Space ha annunciato che l'ex astronauta della NASA Peggy Whitson sarebbe stata il comandante della missione e il turista spaziale John Shoffner sarebbe stato il pilota della missione. Il 20 settembre 2022, è stato annunciato che l'Arabia Saudita aveva acquistato i restanti due posti per la missione.

### Axiom Mission 3
Il volo privato Ax-3 è stato lanciato il 18 gennaio 2024 e ha trasportato quattro persone sulla ISS. L'equipaggio era composto anche dall’astronauta italiano Walter Villadei insieme all'astronauta turco Alper Gezeravci e l'astronauta ESA di progetto Marcus Wandt.

### Axiom Mission 4
La missione Ax-4 è stata lanciata il 25 giugno 2025 con l'equipaggio composto dal comandante Whitson, il pilota indiano 
Shubhanshu Shukla, l'astronauta polacco Sławosz Uznański-Wiśniewski e l'astronauta ungherese Tibor Kapu. Il giorno successivo la navicella Grace ha raggiunto la ISS dove l'equipaggio ha trascorso 20 giorni svolgendo attività scientifica a bordo.

## Axiom Mission Control Center
Nel gennaio 2022, l'Axiom Space Mission Control Center (o MCC-A) ha completato la sua prima missione operativa in orbita sulla ISS. L'MCC-A, situato presso il quartier generale di Axiom a Houston, TX, è registrato come sito operativo del carico utile.

## Voli
| Missione        | Data di lancio (UTC) | Data di atterraggio (UTC) | Equipaggio                                                             | Durata    | Veicolo               | Note | Risultato |
| --------------- | -------------------- | ------------------------- | ---------------------------------------------------------------------- | --------- | --------------------- | --- | --------- |
| Axiom Mission 1 | 8 aprile 2022        | 25 aprile 2022            | Michael López-Alegría Larry Connor Mark Pathy Eytan Stibbe             | 17 giorni | Crew Dragon Endeavour | Primo volo della Crew Dragon acquistato da Axiom Space. Primo volo completamente privato verso la ISS, con a bordo Michael López-Alegría come astronauta professionista Axiom, Eytan Stibbe per condurre esperimenti educativi, Larry Connor e Mark Pathy, entrambi dirigono società di investimento. | Riuscito  |
| Axiom Mission 2 | 21 maggio 2023       | 31 maggio 2023            | Peggy Whitson John Shoffner Ali AlQarni Rayyanah Barnawi               | 10 giorni | Crew Dragon Freedom   | Secondo volo della Crew Dragon acquistato da Axiom Space. Secondo volo completamente privato verso la ISS, con a bordo Peggy Whitson come astronauta professionista Axiom | Riuscito  |
| Axiom Mission 3 | 18 gennaio 2024      | 9 febbraio 2024           | Michael López-Alegría Walter Villadei Alper Gezeravci Marcus Wandt     | 21 giorni | Crew Dragon Freedom   | Terzo volo della Crew Dragon commissionata da Axiom Space, gli astronauti sono tre piloti militari il cui volo è finanziato dalle rispettive nazioni (Italia, Turchia e Svezia). | Riuscito  |
| Axiom Mission 4 | 25 giugno 2025       | 15 luglio 2025            | Peggy Whitson Shubhanshu Shukla Sławosz Uznański-Wiśniewski Tibor Kapu | 20 giorni | Crew Dragon Grace     | Quarto volo della Crew Dragon commissionata da Axiom Space. | Riuscito  |

## Tute spaziali

### Tute lunari commissionate dalla NASA
Il 1º giugno 2022, la NASA ha annunciato di aver selezionato Axiom Space insieme alla concorrente Collins Aerospace per sviluppare e fornire agli astronauti NASA tute spaziali di prossima generazione e sistemi di attività extraveicolari da testare prima e successivamente utilizzare al di fuori della Stazione spaziale internazionale, nonché sulla superficie lunare per il programma Artemis.